# Paranoid (песен на Jonas Brothers)
„Paranoid“ е първият сингъл от четвъртия албум на американската поп рок група Jonas Brothers. Излиза на 29 април 2009 чрез Hollywood Records. Тримата братя я пишат с помощта на английската певица Кати Денис и продуцентът си, Джон Фийлдс.

## Информация за песента
В песента става дума за колебания и проблеми във връзка с половинката. 
Сингълът прави своя дебют по Радио Дисни на 7 май 2009 и след това през Facebook на живо. Появява се в iTunes на 12 май.
Бил Ламб от About.com нарича Paranoid „класическа поп рок песен, която дълго ще върви по поп радио станциите и ритъма на заден план почти подсъзнателно ще напомня на феновете за 80-те години“. Освен това, коментира и звученето на песента като по-спокойно, звучащо по-зряло от братята.

## Представяне в класации
| Класация                     | Най-висока позиция |
| ---------------------------- | ------------------ |
| Топ 20 сингли Норвегия       | 20                 |
| Топ 50 сингли Ирландия       | 27                 |
| Топ 100 сингли Япония        | 30                 |
| Топ 100 сингли САЩ           | 37                 |
| Топ 50 сингли Испания        | 45                 |
| Топ 100 сингли Канада        | 47                 |
| Топ 60 сингли Швеция         | 53                 |
| Топ 75 сингли Великобритания | 56                 |
| Топ 100 сингли Германия      | 65                 |

## Други ремиксове
- Dave Aude Club Remix
- Dave Aude Radio Edit

## Видео клип
Видео клипът е режисиран от The Malloys, които режисират и клипа към Burnin' Up. Прави своя дебют на 23 май 2009 по Канал Дисни.
Видеото започва с братята, седнали на столове в нещо като студио. Внезапно започват да си разменят местата и момиче се появява посредата. Няколко кадъра по-късно Кевин е в стая и гледа телевизия, когато започват да се появяват негови клонинги. След това, Джо върви по коридор в хотел и издърпва стълба от тавана. Озовава се на ринг за борба. Ник отваря врата в същия хотел и излиза в пустиня. Колата му пристига, той се качва и потегля. Вижда кола и момиче в нея да се движат точно до него. Изведнъж се блъска в една врата и се събужда от сън в колата си, която очевидно Джо и Кевин са оправяли. Джо го пита дали е добре и в този момент в колата се появяват момичето и двамата борци. Веднага след това клонингите на Кевин се затичват по улицата към тях. 